# Seo Ji-yeon
Seo Ji-yeon (pronúncia coreana: [sʌ.dʑi.jʌn] ou [sʌ] [tɕi.jʌn]; 3 de março de 1993) é uma esgrimista sul-coreana, medalhista olímpica.

## Carreira
Ji-yeon conquistou a medalha de bronze nos Jogos Olímpicos de Verão de 2020 em Tóquio ao lado de Choi Soo-yeon, Kim Ji-yeon e Yoon Ji-su, após derrotar as italianas Michela Battiston, Martina Criscio, Rossella Gregorio e Irene Vecchi na disputa de sabre por equipes.